# Иван Димитров (психолог)
Вижте пояснителната страница за други личности с името Иван Димитров.
Иван Тонев Димитров е български детски и социален психолог, професор.

## Биография
Роден е на 1 септември 1947 г. в хасковското село Равна гора. От 1968 до 1970 г. учи педагогика със специализация по психология и дефектология в Софийския университет. В периода 1970 – 1973 г. учи детска психология под ръководството на Анна Люблинская в Държавния педагогически институт в Санкт Петербург. По същото време завършва тригодишно обучение по социална психология под ръководството на Борис Паригин. Същата година става асистент в Софийския университет. През 1975 г. записва задочна аспирантура по възрастова психология с научен ръководител Мая Лисина. През 1979 г. защитава дисертация на тема „Съдържание и функции на образа за себе си в предучилищна възраст“. От 1982 до 1983 г. специализира в Сорбоната под ръководството на Пиер Олерон. Специализира и във Варшава. През 1984 г. става доцент, а от 2010 г. е професор. Между 1989 и 1993 г. е ръководител на катедра „Обща, експериментална и генетична психология“. От 1990 до 1994 г. е член на Комисията по обществени науки на Висшата атестационна комисия. Член е на редакторските колегии на списанията сп. „Начално образование“, „Психология“, „Училище“, „Стратегии на образователната и научната политика“. От 1999 г. е един от ръководителите на магистърската програма на Софийския университет по детско-юношеска и училищна психология. Главните му трудове са в областта на детската психология и по-конкретно за детските и юношески самоубийства, развитието на децата и други. Превежда на български език книгата на Лев Виготски „Въображение и творчество на детето“.

## Книги
- „Общуване и самопознание. От рождението до седмата година“, 1982 г., (в съавторство с Мая Лисина);
- „Личността на детето“, 1985 г. (съавторство).
- „Индивидуални особености на функционирането на образа за себе си в детска възраст“, 1985 г.
- „Деца и юноши в криза. Опити и самоубийства.“ С.: Просвета., 2007
- „Увод в ортодоксалната психоанализа на развитието.“ С.: Просвета., 2008
- „Етнокултурна среда и психосоциално развитие.“ Издателство на СУ „Св. Климент Охридски“